# Quận San Juan, Colorado
Quận San Juan là một quận thuộc tiểu bang Colorado, Hoa Kỳ.
Quận này được đặt tên theo Saint John. Theo điều tra dân số của Cục điều tra dân số Hoa Kỳ năm 2000, quận có dân số 558 người. Quận lỵ đóng ở Town of Silverton.

## Địa lý
Theo Cục điều tra dân số Hoa Kỳ, quận có diện tích 1006 km2, trong đó có 2 km2 là diện tích mặt nước.